# Мійо Цакташ
Мійо Цакташ (хорв. Mijo Caktaš; нар. 8 травня 1992, Спліт) — хорватський футболіст, півзахисник клубу «Осієк» і національної збірної Хорватії.

## Клубна кар'єра
Народився 8 травня 1992 року в місті Спліт. Вихованець юнацьких команд футбольних клубів «Дугопольє» та «Хайдук» (Спліт).
У дорослому футболі дебютував 2011 року виступами за команду клубу «Дугопольє», в якій провів один сезон, взявши участь у 14 матчах чемпіонату. 
Своєю грою за цю команду привернув увагу представників тренерського штабу клубу «Хайдук» (Спліт), до складу якого приєднався 2012 року. Відіграв за сплітської команди наступні чотири сезони своєї ігрової кар'єри. Більшість часу, проведеного у складі «Хайдука», був основним гравцем команди.
2016 року уклав контракт з клубом «Рубін», у складі якого провів наступні два роки своєї кар'єри гравця.
До складу клубу «Хайдук» (Спліт) повернувся 2018 року. За підсумками сезону 2018/19 Мійо став найкращим бомбардиром чемпіонату забивши 19 м'ячів. За підсумками сезону 2019/20 разом з Антоніо Чолаком та Мірко Маричем стали найкращими бомбардирами чемпіонату забивши по 20 м'ячів.
17 липня за 1,5 млн євро перейшов до складу саудівського «Дамака».
21 січня 2022 Цакташпродовжив свою кар'єру підписавши угоду з клубом «Осієк».

## Виступи за збірні
Протягом 2012–2013 років залучався до складу молодіжної збірної Хорватії. На молодіжному рівні зіграв у 9 офіційних матчах, забив 1 гол.
27 травня 2019 головний тренер національної збірної Хорватії Златко Далич уперше викликав Цакташа до тренувального табору національної команди. А дебют нападника у її складі відбувся 11 червня того ж року у товариській грі проти збірної Тунісу (поразка 1:2).

## Титули і досягнення
- Володар Кубка Хорватії (1):

Хайдук: 2012-13
- Найкращий бомбардир Чемпіонату Хорватії (2):

Хайдук: 2018-19, 2019-20